# Gaku Shindō
Hironobu Ninagawa (蜷川 博信 Ninagawa Hironobu?,  Tokio, Japón, 7 de enero de 1980), mejor conocido bajo su nombre artístico de Gaku Shindō (進藤 学 Shindō Gaku?), es un actor y cantante japonés, afiliado a Ohta Production. Shindō debutó en 2005 interpretando a Eagle Sazer en la serie tokusatsu Chousei Kantai Sazer-X, pero ganó reconocimiento al interpretar a Harukaze Kurobane en los musicales de The Prince of Tennis (2006).
Antes de debutar en el mundo del espectáculo, Shindō era bailarín e instructor de tango.

## Filmografía

### Televisión
- Onna rule (NTV, 2013) como Jun
- Shuchakueki Shirizu Ushio keiji VS jiken kisha Saeko 9-to (TV Asahi, 2012)
- Medical investigator Mr. Kazuichi Noguchi (Fuji TV, 2011) como Omiyama
- Kaizoku Sentai Gokaiger (TV Asahi, 2011) como Oficial de servicio especial Barizorg/Sid Bamick
- Majo Saiban (The Witch Trial) (Fuji TV, 2009)
- Oretachi wa Tenshi da! (TV Tokyo, 2009, ep. 9)
- Gokusen 3 (NTV, 2008, ep. 5) como Narita
- Tokyo Ghost Trip (Tokyo MX, 2008) como Shinigami
- Guren Onna (TV Tokyo, 2008) como Kenduka Kogoro
- Four Lies (TV Asahi, julio a diciembre de 2008) como Sakamoto
- Fūma no Kojirō (Tokyo MX, 2007) como Ryoma
- Sakurasho no Onnatachi (TV Asahi, 2007) como Yamato Sho
- Happy Boys (TV Tokyo, 2007) como Inada Gen/Silk
- Doyo Wide Gekijo (TV Asahi, 2006) como Investigador Aso Yuki
- Aru Ai no Uta (TBS, 2006)
- Chousei Kantai Sazer-X (TV Tokyo, noviembre de 2005 - junio de 2006) como Ad/Eagle Sazer

### Películas
- Kaizoku Sentai Gokaiger the Movie: The Flying Ghost Ship (2011) como Oficial de servicio especial Barizorg (voz)
- Gokaiger, Goseiger Super Sentai 199 Hero Great Battle (2011) como Oficial de servicio especial Barizorg (voz)
- Toricon!!! Triple Complex Returns (2008) como Esu/Ace
- Toricon!!! Triple Complex (2008) como Esu/Ace
- Chousei Kantai Sazer X - Tatakae! Hoshi no Senshitachi (Toho, 2005)

## Teatro
- Kyō Kara Maō!: Maō bōsō-hen (2016) como Yozak Gurrier
- Kyō Kara Maō!: Maō Sai Kōrin (2015) como Yozak Gurrier
- Snow White (2011)
- La Corda d'Oro (2010) como Kanazawa Hiroto (Kanayan)
- Murder Factory (2010)
- Knock Out Brother X (2009)
- Letter (2008) como Takeshi Shima
- Fūma no Kojirō (2007) como Ryoma
- Pippin (2007)
- The Prince of Tennis (2006) como Kurobane Harukaze

## Discografía

### Álbumes
- MRW Mini Album - Shindo Gaku, Kiriyama Ren & Chieko Higuchi (27 de febrero de 2008)

### Soundtracks & CD
- Toricon!!! Triple Complex (2008)
- Fuma no Kojiro' (diciembre de 2007)
- Happy Boys' Image Collection 4 - Inada Gen (Shindo Gaku)] (mayo de 2007)[1]
- Prince of Tennis musical best actor's series 006 - IRE as 'Amane Hikaru' & Shindo Gaku as Kurobane Harukaze (diciembre de 2006)[2]

### Canciones
- 'Beside on You' - Toricon!!! Triple Complex
- 'Shut it into the mirror' (Ryoma) - Fuma no Kojiro
- 'Tenshi no Namida' - Happy Boys